# Jean Arlaud
Pour les articles homonymes, voir Arlaud.
Pas d'image ? Cliquez ici
Jean Arlaud, né le 6 mars 1896 à Romans-sur-Isère et mort le 24 juillet 1938 dans les Pyrénées, est un médecin et un alpiniste français, membre de la première expédition française en Himalaya, au Karakoram, en 1936.

## Biographie

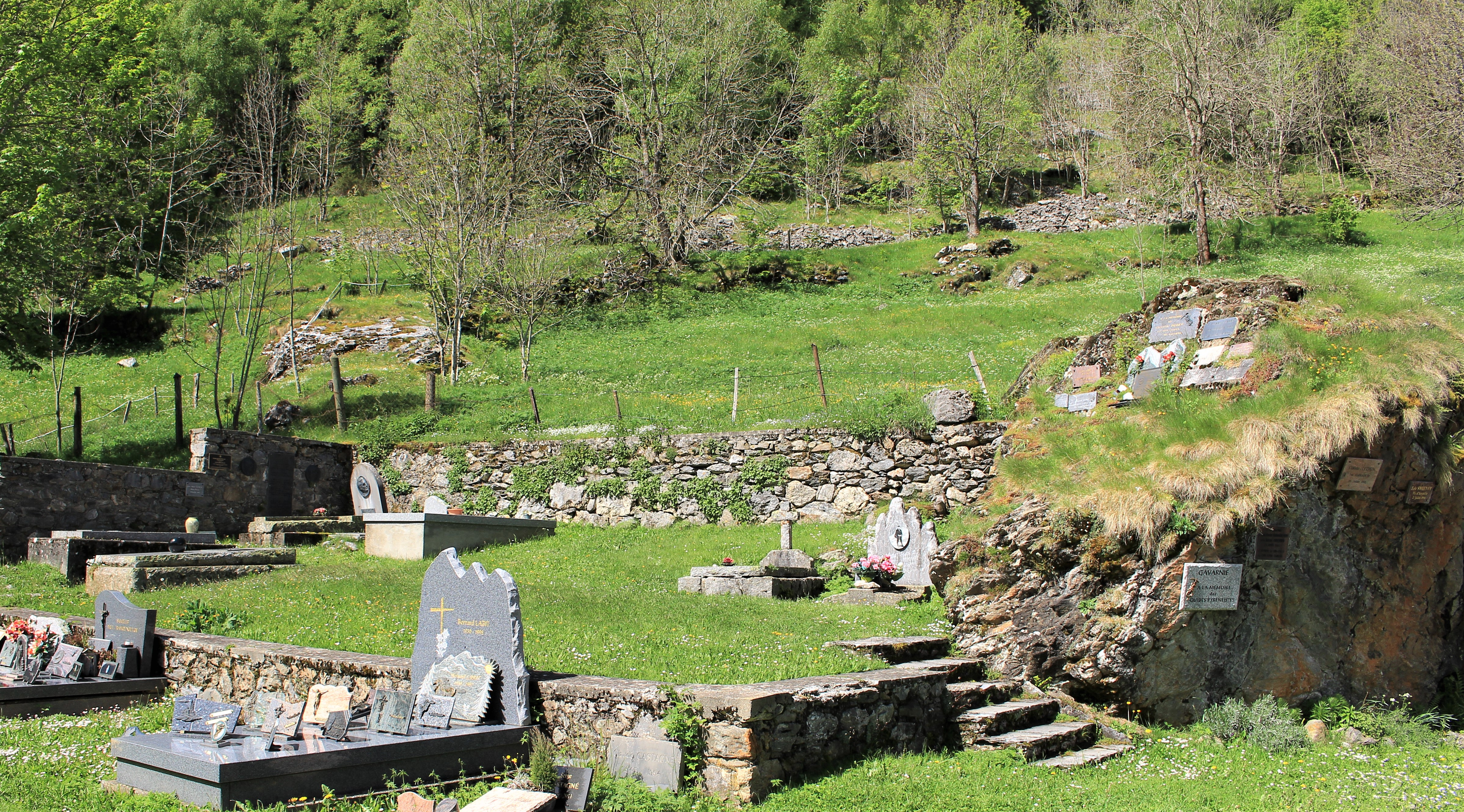
Le carré des pyrénéistes du cimetière de Gavarnie.

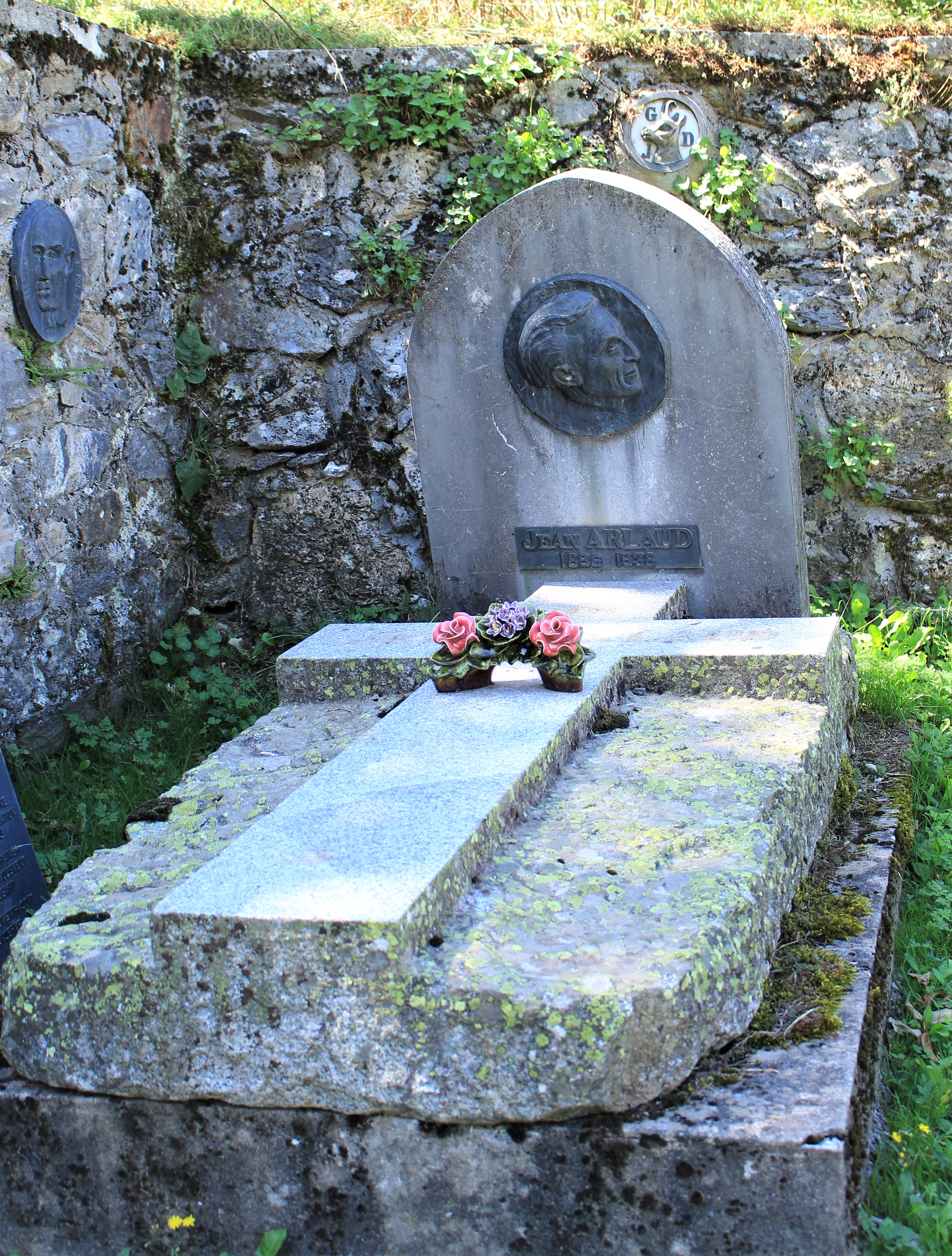
Tombe de Jean Arlaud.

Bien que d'origine savoyarde, Jean Arlaud devient un grand grimpeur pyrénéen après sa découverte des Pyrénées lors de ses études de médecine à Toulouse. Il est un pionnier, les Pyrénées étant alors beaucoup moins explorées que les Alpes.
En 1914, il est le fondateur du Ski club toulousain.
Le 28 juin 1914, il réalise sa première première à la dent d'Orlu avec Raoul Rives.
En 1920, il fonde le Groupe des jeunes (GDJ) qui se lance dans l'escalade dans les Pyrénées.
Il devient président de la Fédération pyrénéenne de ski.
En 1936, il est le médecin de la première expédition française en Himalaya (Karakoram), dirigée par Henry de Ségogne, avec Jean Charignon, Pierre Allain, Jean Leininger, Jean Carle, Jean Deudon, Marcel Ichac, Louis Neltner et Jacques Azémar qui avait été préféré à Samivel. L'expédition est relatée par le film Karakoram de Marcel Ichac.
Le 24 juillet 1938, Jean Arlaud se tue en montagne, à 42 ans, à la crête des Gourgs-Blancs (chute de 80 m). Un pic Jean Arlaud y honore actuellement sa mémoire (3 065 m) depuis 1953. Depuis 1992, le refuge du Portillon porte aussi son nom à deux pas du grand lac du Portillon, à 2 568 m d'altitude.
Il fait figure de pionnier dans les Pyrénées. « Par ses récits, ses articles, ses tournées de conférences, il révèle la richesse des Pyrénées et la qualité de vie qu'offre leur découverte »
Il est inhumé au cimetière de Gavarnie, dans le carré des pyrénéistes, dans les Hautes-Pyrénées. Une rue du quartier de la Côte-Pavée, à Toulouse, porte son nom, ainsi qu'à Tarbes.

## Œuvres de Jean Arlaud
- Manuel d'alpinisme, édité par le Club alpin français, 1934.